# Hezekiah Frith
Hezekiah Frith (1763-1848) fue un corsario y armador británico del siglo XVIII con reputación de "caballero corsario", que se dedicaba a la piratería durante la década de 1790. Uno de los hombres más ricos de las Bermudas a fines del siglo XVIII y principios del XIX, construyó Spithead House en Warwick, Bermudas.
Se casó tres veces, todas sus hijas se casaron con ministros presbiterianos ; su hijo Hezekiah Frith, Jr. se convirtió en una destacada figura religiosa. Los hermanos Heather Nova y Mishka, dos populares cantantes y compositores de Bermudas, son descendientes de Frith.

## Biografía

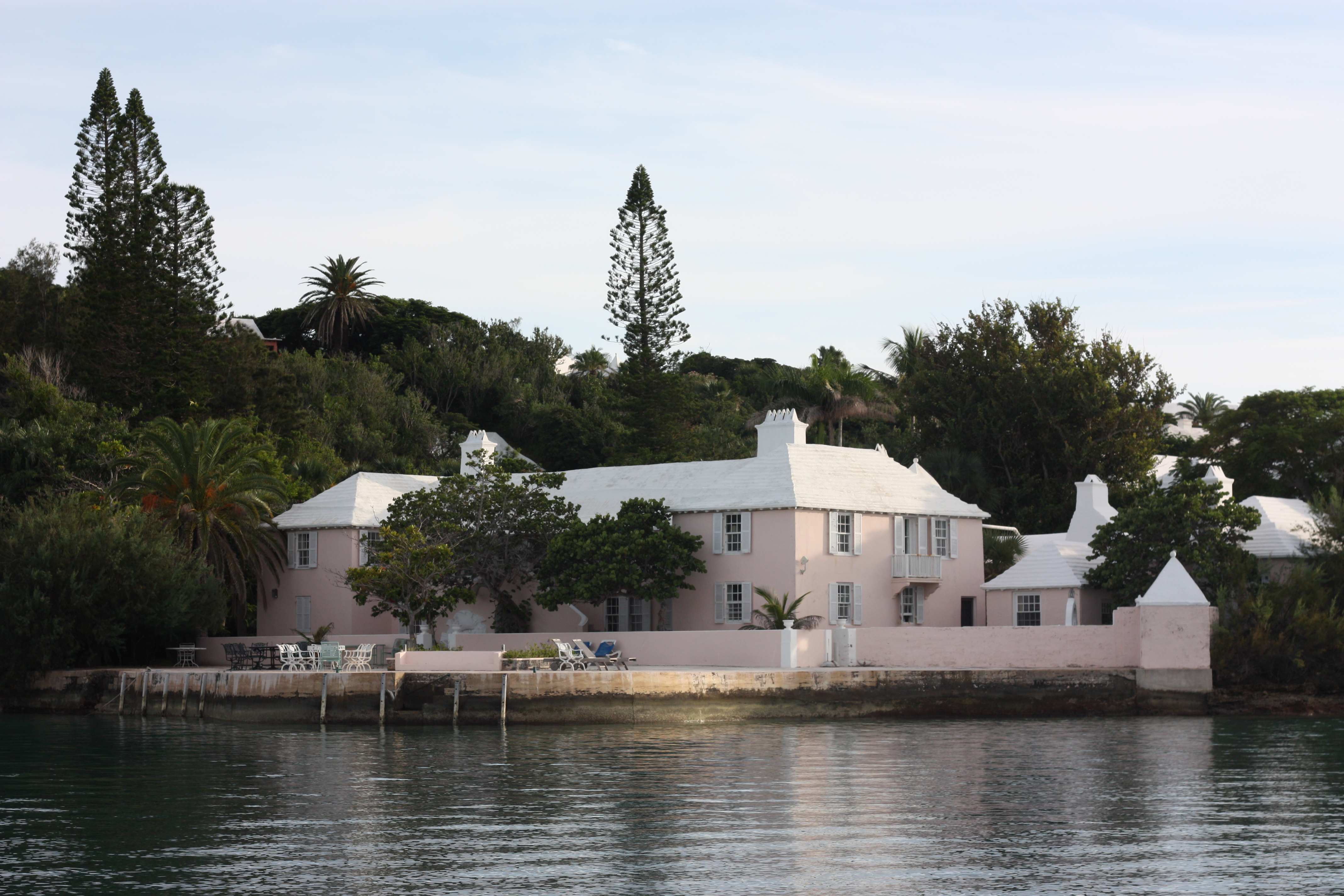
"Spithead", la casa durante el de Hezekiah Frith y la casa durante el de los actores Eugene O'Neill y Oona O'Neill.

Nacido en las Bermudas, fue uno de los siete hijos del capitán William Frith y Sarah Lee. Como propietario de un barco durante las décadas de 1780 y 1790, se dedicó al corso y al contrabando, con lo que hizo su fortuna. Como era práctica normal en las Bermudas, a menudo mezclaba esclavos y hombres libres en sus tripulaciones. En agosto de 1796 se coló en el puerto francés de Cap Français en Santo Domingo durante la noche y robó un barco de transporte británico capturado.
Es muy probable que su colorida carrera de pirata sea exagerada. Al participar en una serie de expediciones de corsario con la Royal Navy, se supone que atesoró tesoros de al menos dos barcos capturados en la tienda que operaba junto a Spithead House; supuestamente usó el tanque de agua en Spithead para contrabandear bienes capturados y otros artículos valiosos antes de presentar un reclamo en la Aduana. También se afirma que Frith rescató (o secuestró) a una mujer francesa, a la que mantuvo allí como amante : se dice que ambos frecuentaban la casa, según la tradición local. Más tarde, la casa sería propiedad sucesivamente del dramaturgo Eugene O'Neill, Sir Noël Coward y Charlie Chaplin .
La propiedad de Granaway House en Harbor Road, que había construido para su hija, fue comprada más tarde por una familia de negros libres descendientes de un esclavo llamado Caprice, que originalmente había sido llegado a las Bermudas en un barco capturado por Hezekiah Frith en uno de sus viajes. Adele Tucker, una reconocida educadora de Bermudas y cofundadora de Bermuda Union of Teachers, creció en el hogar.

## Otras lecturas
- Kennedy, Jean de Chantal. Biografía de una ciudad colonial, Hamilton, Bermudas, 1790–1897 . Hamilton: Bermuda Books, 1961.
- Kennedy, Jean de Chantal. Frith of Bermuda, Gentleman Privateer: una biografía de Hezekiah Frith, 1763–1848 . Hamilton: Bermuda Books, 1964.
- Wilkinson, Henry Campbell. Bermudas de Sail to Steam: La historia de la isla desde 1784 hasta 1901 . Londres: Oxford University Press, 1973.